# Stilometrie
Stilometrie (engl. stylometrics, stylometry; frz. stylométrie) ist eine Disziplin, die Untersuchungen zum Sprachstil mit Mitteln der Statistik durchführt. Der Begriff taucht bereits im 19. Jahrhundert auf.

## Gegenstände der Stilometrie
Zu den Gegenständen der Stilometrie gehören die Charakterisierung und der Vergleich des Stils von Autoren, Gattungen, einzelnen Werken, Epochen und der Identifikation anonymer Autoren sowie der zeitlichen Einordnung von Werken. Auch für die Kriminalistik (forensische Linguistik) hat sie Bedeutung, z. B. bei der Analyse anonymer Schriftstücke. Ihre Methoden reichen von einfachen Auszählungen von Stileigenschaften, die für auffällig, charakteristisch oder sonst wie interessant genug angesehen werden, bis hin zur Anwendung anspruchsvoller Verfahren wie der Faktorenanalyse und mathematischen Modellierung von Stilen. Stilometrie ist insofern weitgehend identisch mit Quantitativer Stilistik.

## Stylométrieals integratives Konzept
In der französischen Linguistik wird stylométrie aber auch programmatisch zur Abgrenzung von der Quantitativen Stilistik (stylistique quantitative) eingesetzt: So verwendet Zemb (1970: 215) den Begriff ausdrücklich, um damit die Ansicht zurückzuweisen, es gebe einen grundsätzlichen Gegensatz zwischen Quantität und Qualität. Als besonderes Darstellungsmittel schlägt er Stilogramme (stylogrammes) vor: graphische Darstellungen stilistischer Eigenschaften, die den Unterschied zwischen Autoren oder Werken veranschaulichen. Zemb zeigt auch auf, dass die Stilogramme von Gesunden und psychisch Kranken sich deutlich unterscheiden.

## Stilometrie in der russischen Literaturwissenschaft
In der russischen Literaturwissenschaft hat N. A. Morozov (1854–1946) den Begriff Stilometrie 1915/16 eingeführt. „Ziel der Untersuchung von Morozov ist es stilometrische Gesetze zu finden, die er in Analogie zu Gesetzmäßigkeiten in der Natur und im gesellschaftlichen Leben postuliert.“ Trotz der Irrtümer bei der Anwendung seines Ansatzes auf Puschkin, Tolstoi, Lermontow und Plato sei der methodologische Aspekt von Interesse, so Kelih (S. 47).